# Premio Ostana - Scritture in Lingua Madre
Il Premio Ostana - Scritture in Lingua Madre è un'iniziativa culturale con cadenza annuale dedicata alle lingue e agli autori letterari che utilizzano nelle loro opere una “lingua madre”, lingua di appartenenza territoriale e minoritaria presente nel mondo.

La manifestazione è nata nel 2008 e si tiene ad Ostana, comune in Valle Po (Italia), ogni anno all'inizio del mese di giugno ed è aperta al pubblico gratuitamente. Viene Organizzata dal Comune di Ostana e dall'Associazione Culturale Chambra d'Oc.

## Categorie del Premio Ostana
Il “Premio Ostana - Scritture in lingua madre” assegna ogni anno dei premi letterari ad autori selezionati nel mondo secondo diverse categorie di Premio, alcune delle quali si sono aggiunte solo nelle edizioni recenti: 
Premio internazionale, Premio nazionale, Premio per la lingua occitana, Premio giovani, Premio speciale, Premio per la traduzione, Premio alla composizione musicale, Premio al cinema.
Per il Premio internazionale e Premio nazionale vengono selezionati autori che abbiano utilizzato nelle loro opere, in toto o in parte, una delle lingue minoritarie riconosciute in ambito nazionale ed internazionale.
Per via della collocazione geografica del Premio Ostana in area occitana, il comune di Ostana fa infatti parte del territorio di minoranza occitana in Italia, viene attribuito in ogni edizione uno specifico riconoscimento ad un autore in lingua d’oc. 
Il Premio Speciale viene assegnato ad un autore che si sia distinto particolarmente nella difesa, nella valorizzazione e nella diffusione delle lingue minoritarie o in pericolo di estinzione.
Il Premio Traduzione viene assegnato ad un autore che si sia distinto nella traduzione in, o da, una lingua minoritaria.
Il Premio Giovani viene assegnato ad un autore che non abbia superato i quarant’anni e che si sia distinto in campo letterario o che è impegnato nella promozione della sua lingua madre.
Nell'edizione del 2016 si sono aggiunte due premi alla carriera artistica:
Il Premio alla composizione musicale che viene assegnato ad un autore che si è distinto nel campo della composizione nella propria lingua madre.
Il Premio al cinema che viene assegnato ad un regista che abbia realizzato opere cinematografiche in una lingua madre minoritaria.

## Durata della Premiazione
Il Premio Ostana - Scritture in Lingua Madre ha una durata di tre giorni durante i quali gli autori premiati vengono invitati dagli organizzatori a risiedere ad Ostana, in una delle strutture ricettive esistenti, e a partecipare a: incontri, dibattiti, proiezioni video, letture in lingua minoritaria, esibizioni musicali ed artistiche, mostre fotografiche, ecc. . 
Nell'ultimo giorno della manifestazione vengono consegnati i premi ai singoli autori. 

## I simboli del Premio Ostana
Il premio consiste in: una scultura in vetro, appositamente realizzata dall’artista Silvio Vigliaturo in cui è riprodotto un usignolo simbolo della cultura occitana (in riferimento alla canzone “Se chanta”), accompagnata da una creazione di MarcoGioielli che riproduce in oro la croce occitana.

## Obiettivi
Gli obbiettivi del Premio Ostana sono:
- celebrare e far incontrare autori (scrittori, poeti, musicisti, registi, traduttori) che con i loro lavori contribuiscono alla promozione delle lingue resistenti ed emergenti,
- far ascoltare e conoscere al pubblico il suono di lingue minacciate ma che vogliono vivere, per scoprire attraverso di loro le storie e le culture dei popoli che le parlano.
- mettere in risalto il valore del plurilinguismo attraverso la testimonianza dal vivo di autori ed artisti provenienti da tutto il mondo.

## Gli Scrittori
Negli otto anni di attività del Premio sono stati invitati 48 scrittori, di cui 8 erano occitani. Gli altri 40 rappresentavano lingue diverse.

## Le lingue
Il Premio Ostana ha premiato rappresentanti di lingue minoritarie quali: Friulano, Sloveno, Cimbro, Ladino, Armeno, Sardo, Tibetano, Basco, Rromani, Totonaco, Catalano, Huave, Bretone, Sami, Ebraico, Maltese, Corso, Cheyenne, Curdo, Maori, Galiziano, Shuar, Yoruba, Frisone, Grico e Occitano.

## Premiati

### Edizione 1, anno 2008
22-23 di novembre
- Max Rouquette lingua: occitano, Premio speciale
- Alfredo Conde lingua: galiziano, Premio internazionale[8]
- Carlo Sgorlon lingua: friulano, Premio nazionale[9]

### Edizione 2, anno 2010
19-20 di giugno
- Gavino Ledda lingua: sardo, Premio speciale
- Witi Ihimaera lingua: maori, Premio internazionale[10]
- Boris Pahor lingua: sloveno, Premio nazionale
- Ives Rouquette lingua: occitano, Premio per la Lingua Occitana
- Constantino Canales lingua: huave, Premio giovani
- Arturo Viano lingua: occitano, Premio traduzione

### Edizione 3, anno 2011
3-5 di giugno
- Vincenzo Consolo lingua: siciliano, Premio speciale
- Harkaitz Cano lingua: basco, Premio internazionale[11]
- Andrea Nicolussi Golo lingua: cimbro, Premio nazionale[12][13]
- Aurélia Lassaque lingua: occitano, Premio per la Lingua Occitana[14]
- Tuntiak Katan lingua: shuar, Premio giovani
- Reuven Miran lingua: ebraico, Premio traduzione[15]

### Edizione 4, anno 2012
2-3 di giugno
- Sergio Salvi, iscritore, Premio speciale
- Kerttu Vuolab lingua: sami, Premio internazionale[16]
- Joseph Zoderer lingua: tedesco, Premio nazionale[17]
- Sergi Bec lingua: occitano, Premio per la Lingua Occitana
- Maite Brazales lingua: catalano, Premio giovani
- Diegu Corràine lingua: sardo, Premio traduzione[18]

### Edizione 5, anno 2013
1-2 di giugno
- Chenreb Gyamtso, conosciuto come Nodreng lingua: tibetana, Premio speciale
- Mehmet Altun lingua: curdo, Premio internazionale
- Rut Bernardi lingua: ladino, Premio nazionale[19]
- Jean Rouquette [Joan Larzac] lingua: occitano, Premio per la Lingua Occitana
- Antony Heulin lingua: bretone, Premio giovani
- Francesco Ferrucci lingua: catalano, Premio traduzione

### Edizione 6, anno 2014
31 di maggio -2 di giugno
- Marcel Courthiade lingua: rromani, Premio speciale
- Lance David Henson lingua: cheyenne, Premio internazionale
- Franco Marchetta lingua: friulano, Premio nazionale
- Danielle Julien lingua: occitano, Premio per la Lingua Occitana
- Arno Camenisch lingua: romancio, Premio giovani[20]
- Anthony Aquilina lingua: maltese, Premio traduzione

### Edizione 7, anno 2015
30 di maggio - 2 di giugno
- Juan Tiburcio Pérez Gonzales (Jun TIBURCIO) lingua: totonaco, Premio speciale[22]
- Jacques Thiers lingua: corso, Premio internazionale[23]
- Antonia Arslan lingua: armeno, Premio nazionale[24]
- James Thomas, Premio per la Lingua Occitana
- Niillas Holmberg lingua: sami, Premio giovani[25]
- Clive Boutle, Premio traduzione

### Edizione 8, anno 2016
2 - 5 di giugno 
- Kola Tubosun lingua: yoruba, Premio speciale[26], primo africano tra i premiati[27]
- María Clara Sharupi Jua lingua: shuar, Premio internazionale[28]
- Salvatore Tommasi lingua: grico, Premio nazionale
- Joan Ganiayre lingua: occitano, Premio per la Lingua Occitana
- Tsead Bruinja lingua: frisone, Premio giovani[29][30]
- Lurdes Auzmendi lingua: basco, Premio traduzione[31]
- Rocco De Santis lingua: grico, Premio Composizione Musicale[32]
- Renato Morelli, Premio Cinema[33]

### Edizione 9, anno 2017
1-4 di giugno
- Salem Zenia lingua: tamazight
- Gwyn Griffiths lingua: gallese
- Joséphine Bacon lingua: innu
- Erlend O. Nødtvedt lingua: nynorsk
- Roland Pécout lingua: occitano

### Edizione 10, anno 2018
1-3 di giugno
- Tatjana Rojc lingua: sloveno
- Joan Isaac lingua: catalano
- Adil Olluri lingua: albanese
- Doireann Ní Ghríofa lingua: irlandese
- Aleksej Leont'ev lingua: ciuvascio
- Juan Gregorio Regino lingua: mazateco
- Asier Altuna lingua: basco
- Matthieu Poitavin lingua: occitano

### Edizione 11, anno 2019
31 maggio - 2 giugno
- Anna Maria Bacher lingua: walser, Premio Minoranze Linguistiche Storiche Italia
- Manuel Rivas lingua: gallego, Premio Internazionale
- Dar'ja "Neseni" Martynova lingua: even, Premio Giovani
- Tilbert Dìdac Stegmann, Premio Speciale
- Gerard Zucchetto lingua: occitano, Premio Lingua Occitana
- Craig Patterson lingua: gallego, Premio Traduzione
- Franca Masu lingua: catalano, Premio Composizione Musicale
- Marcelo Martinessi lingua: guaraní, Premio Cinema

### Edizione 12, anno 2020
5-6 giugno
Il "Premio Ostana 2020 Edizione Speciale Online" ha chiamato a raccolta tutti gli autori premiati nelle scorse 11 edizioni attualizzando una rete di connessioni vitale e attiva. Nell'impossibilità di ritrovarsi fisicamente a Ostana a causa della pandemia del Covid-19 il premio Ostana ha luogo in veste digitale attraverso la piattaforma  www.premioostana.it. che ospiterà 15 ore di interventi provenienti da tutto il mondo

### Edizione 13, anno 2021
3 - 4 - 5 giugno
Per il secondo anno consecutivo il Premio si è svolto online, forte della sua rete di connessioni sui territori, all'insegna del Partatge/Condivisione. Tre giorni di incontri con scrittori, cineasti, musicisti, linguisti, antropologi, ricercatori che provengono da varie parti del mondo e che hanno in comune l’interesse per i diritti linguistici. Caratteristica e impegno di questa edizione è offrire una grande varietà di interventi che rappresentano i problemi e le difficoltà delle lingue minoritarie/indigene a livello mondiale con diverse declinazioni e tematiche.

### Edizione 14, anno 2022
24 - 25 - 26 giugno
- Rosalba Perini lingua: friulano, Premio Minoranze Linguistiche Storiche Italia
- Francho Nagore Laín lingua: aragonese, Premio Internazionale
- Bhuchung D. Sonamm lingua: tibetano, Premio Giovani
- Diego Marani lingua: Europanto, Premio Speciale
- Paulina Kamakine lingua: occitano, Premio Lingua Occitana
- Stefania Maria Ciminelli lingua: catalano, Premio Traduzione
- Marine Lavigne lingua: bretone, Premio Composizione Musicale
- Fredo Valla lingua: occitano, Premio Cinema

### Premi alla carriera artistica
- Rocco De Santis lingua: grico, Premio Composizione Musicale
- Renato Morelli Premio al Cinema